# Manatee
Le fleuve Manatee est un fleuve côtier des États-Unis long de 97 kilomètres. Il prend sa source au nord-est du comté de Manatee et se jette à l'extrémité sud de la baie de Tampa en formant un estuaire sur les rives duquel se trouve Bradenton. Le lac Manatee est formé par un barrage situé à environ la moitié de son cours.